# Ringlijnmot
De ringlijnmot (Eudarcia pagenstecherella) is een vlinder uit de familie van de Meessiidae. Deze soort is voor het eerst wetenschappelijk beschreven als Tinea pagenstecherella door Jacob Hübner in een publicatie uit 1825.
De soort komt voor in Europa.